# Klickitat (CDP)
Klickitat és una concentració de població designada pel cens dels Estats Units a l'Estat de Washington. Segons el cens del 2000 tenia 417 habitants.
El lloc on es troba la ciutat s'anomenava originalment "Wrights" en honor a un dels colons originals. Aquest era el nom que es va donar a la parada del tren. La parada prop del riu a la milla 7,2 es va anomenar "Klickitat", degut als klickitats i més tard el ferrocarril canvià els dos senyals quan l'empresa de begudes carbonatades Klickitat Pop (que operava prop de la ciutat) va guanyar fama. El 7 de febrer de 1910 el nom de l'oficina de correus de la ciutat es va canviar oficialment per "Klickitat".
Els primers colons no autòctons van arribar el 1890 buscant terres per a establir-s'hi. L'abundància de fusta va atraure altres colons a principis del 1900. El viatge pel canó de Klickitat i fins a l'altiplà va ser ardu fins a la finalització d'una línia de ferrocarril el 1903. El ferrocarril va facilitar els desplaçaments i va facilitar el transport de persones, conreus, bestiar i fusta. La serradora fou la principal empresa del poble, amb la primera gran serradora format el 1909, fins al 1994 quan el molí va ser tancat definitivament. Klickitat Mineral Springs, naturalment carbonatades, a l'est de la ciutat, originaren balnearis, una empresa de begudes carbonatades i una gran planta de gel sec que va funcionar fins a 1957.

## Demografia
Segons el cens del 2000 Klickitat tenia 417 habitants, 147 habitatges, i 110 famílies. La densitat de població era de 62,4 habitants per km².
Dels 147 habitatges en un 43,5% hi vivien nens de menys de 18 anys, en un 58,5% hi vivien parelles casades, en un 10,2% dones solteres, i en un 24,5% no eren unitats familiars. En el 21,1% dels habitatges hi vivien persones soles el 5,4% de les quals corresponia a persones de 65 anys o més que vivien soles. El nombre mitjà de persones vivint en cada habitatge era de 2,84 i el nombre mitjà de persones que vivien en cada família era de 3,28.
Per edats la població es repartia de la següent manera: un 35,5% tenia menys de 18 anys, un 7,7% entre 18 i 24, un 26,4% entre 25 i 44, un 20,6% de 45 a 60 i un 9,8% 65 anys o més.
L'edat mediana era de 30 anys. Per cada 100 dones de 18 o més anys hi havia 94,9 homes.
La renda mediana per habitatge era de 28.750 $ i la renda mediana per família de 29.688 $. Els homes tenien una renda mediana de 30.500 $ mentre que les dones 16.250 $. La renda per capita de la població era d'11.717 $. Aproximadament el 27,8% de les famílies i el 29,7% de la població estaven per davall del llindar de pobresa.

## Poblacions properes
El següent diagrama mostra les poblacions més properes.